# Baltofinové
Baltofinové neboli baltofinské národy sestávají z národů obývajících oblast kolem Baltského moře v severovýchodní Evropě, kteří mluví baltofinskými jazyky, zahrnující Finy, Estonce (včetně Võroů a Setuků), Karely (včetně Ludikovců a Jižních Karelců), Vepsy, Ižory, Voty a Livonce, stejně jako jejich potomky po celém světě. V některých případech jsou Kvenové, Ingrijští Finové, Tornedalci a mluvčí jazyka meänkieli zařazeni samostatně, spíše než součástí vlastních Finů.
Většina Baltských Finů jsou etničtí Finové a Estonci (více než 98 %), kteří žijí ve dvou nezávislých finických národních státech - Finsku a Estonsku.
Baltofinové jsou také významnými menšinovými skupinami v sousedních zemích, ve Švédsku, Norsku a Rusku.